# BumZen
 Ikke at forveksle med Ungdomshuset.
Kollektivet BumZen, også kaldet BumZen, på Nørrebro i København er siden 1986 kendt som kollektiv og undergrundsscene for forskellige venstreradikale grupper. Den 25. januar 1986 blev to sammenhængende huse i Baldersgade 20-22 på Nørrebro besat, hvor der blev etableret kollektiver. Huset, også kaldet BumZen, er det eneste besatte hus, der senere blev legaliseret. En fond købte huset og beboerne satte det selv i stand. Det fungerer i dag som ungdomskollektiv. Huset blev ransaget af politiet, som brugte tåregas i forbindelse med urolighederne i marts 2007 i forlængelse af rydningen af Ungdomshuset på Jagtvej 69.

## Historie
Den 25. januar 1986 blev to sammenhængende huse i Baldersgade 20-22 på Nørrebro besat, hvor der blev etableret kollektivet BumZen. En fond købte huset af Arne Barnesen for omkring en million kroner. Pengene kom fra donationer bl.a. Himmelblå-Fonden med Kim Larsen i spidsen, som har en fortid som slumstormer, som havde sin gang i det slumstormede hus Sofiegården og havde øvelokale, hvor rock-bandet Gasolin' blev dannet i slutningen af 1960'erne, donerede 500.000 kr. og Lise Plum, som var gift med Niels Munk Plum tidl. modstandsmand, der selv var aktiv på venstrefløjen og medlem af VS, gav 400.000 kr. til fonden, resten blev betalt af de unge selv.